# Línea 51 (Córdoba)
La Línea 51 es una línea de transporte urbano de pasajeros de la ciudad de Córdoba, Argentina. El servicio está actualmente operado por la empresa TAMSE.
Anteriormente el servicio de la línea 51 era denominada como R11 desde 2002 por T.A.M.S.E., hasta que en septiembre de 2013, TAMSE deja de operar el corredor Rojo y pasan a manos de Aucor, hasta que el 1 de marzo de 2014, por la implementación del nuevo sistema de transporte público, la R11 se fusiona como 51 y operada por la misma empresa, más tarde Aucor deja de existir y pasa a manos de ERSA Urbano donde está operó hasta el 1º de marzo de 2024, cuando vuelve a pasar a manos de TAMSE junto con los corredores 2 y 7, y parte del 5 actualmente.

## Recorrido
Desde: Bº Ciudad Angelelli ll Hasta: Zona Centro. 
 Servicio diurno.
IDA: De Plaza Villa Angelelli ll – Entrada Principal Barrio – Camino San Antonio – por esta – Arco entrada Villa Angelelli I – 2 Cuadras – Giro a la Derecha 1 Cuadra – Calle Principal Bº Nuestro Hogar III – Autovía Córdoba Rio Cuarto – Av. Vélez Sarsfield – Rotonda Plaza Las Américas – Richardson –Belgrano – Marcelo T. de Alvear – Belgrano – Tucumán – La Tablada hasta Av. Gral. Paz.
REGRESO: De La Tablada y Av. Gral. Paz – por esta – Av. Vélez Sarsfield – Puente de Circunvalación – Av. Vélez Sarsfield – Autovía Córdoba Rio Cuarto – Calle Principal Bº Nuestro Hogar III – Calle Publica – Camino San Antonio – Entrada Principal Villa Angelelli II aprox. 300 m – giro a la derecha 1 cuadra – giro a la izquierda 1 cuadra – giro a la izquierda 1 cuadra hasta Plaza de Ciudad Angelelli ll.